# Ladislav Hodný mladší
Ladislav Hodný ml. (* 14. února 1943 Týn nad Vltavou) je český umělecký knihař.

## Život a kariéra
Narodil se 14. února 1943 v Týně nad Vltavou. V letech 1954 až 1957 se u svého otce Ladislava Hodného staršího vyučil knihařem. V letech 1958 až 1961 absolvoval Učňovskou školu knihařskou v Novém Jičíně a v roce 1961 až 1965 Střední uměleckoprůmyslovou školu v Brně u profesora Karla Langera, Jindřicha Svobody a Jaroslava Lukeše. Do roku 1968 pracoval jako výtvarník krajského střediska zdravotní výchovy v Brně. V roce 1988 se stal členem Svazu českých výtvarných umělců, dále je členem Book Art Center v New Yorku (USA). Od roku 1989 členem Designer Book Binders v Londýně (Anglie) a od roku 1991 členem Jednoty umělců výtvarných a členem Unie výtvarných umělců v Praze. V letech 1994-1999 vedl Ateliér knižní vazby v oddělení grafiky na Soukromé mistrovské škole uměleckého designu v Praze.
Od dětství toužil malovat, ale splnil přání svého otce a stal se stejně jako on uměleckým knihařem. Výtvarně tvořil z knižní vazby, která se mu stala inspirací pro jeho vlastní malbu. 

## Dílo
Jeho tvorba se vyznačuje především abstraktními velkoformátovými plátny, kde přenáší motivy a techniky z knižních vazeb do velkých ploch. Inspiruje ho krajina, hudba a jazz, a ve svých obrazech často kombinuje různé techniky, jako je vrstvení, proškrabávání, krakelování a využívání zlaté fólie.
Jeho styl je charakterizován expresivní barevností a poetickou obrazotvorností, která je blízká informelu, ale stylem práce připomíná expresionismus. Přestože na dráhu malíře nastoupil později, vypracoval si osobitý styl, který oslovil mnoho diváků a sběratelů.

## Ocenění
- 1975 – Realizační odměna k 30. výročí osvobození Československa
- 1977 – Cena Jihočeského KNV v soutěži SPOZ
- 1979 – Cena Karla Šilingera na Trienále umělecké knižní vazby, Karlovy Vary
- 1981 – Čestné uznání za experimentální knižní vazbu na Trienále umělecké knižní vazby, Brno
- 1982 – Čestné uznání v soutěži Nejkrásnější kniha roku 1987 – Čestné uznání ONV za rozvoj kultury
- 1989 – Cena Lyry Pragensis, Kroměříž
- 2010 – Cena primátora města Trebišova za dílo na III. Mezinárodním bienále malby a plastiky V4, Trebišov, Slovensko
- 2010 – Cena hejtmana jihočeského kraje za přínos v oblasti umělecké knižní vazby s přihlédnutím k malířské tvorbě
- 2013 – Cena starosty města Týn nad Vltavou za celo životní uměleckou tvorbu, obzvlášť s přihliédnutím k popularizaci výtvarného umění a za jeho významný přínos k vytváření pozitivního kulturního obrazu města Týn nad Vltavou

## Výstavy

#### Autorské
- 1971 – Malá galerie, Čs. Spisovatel, Praha
- 1972 – Krajská knihovna, České Budějovice (společně s Jiřím Müllerem)
- 1989 – Galerie V Loubí, České Budějovice (společně s Janem Kanyzou)
- 1990 – Galerie D, Praha (společně s Ladislavem Hodným, st.)
- 1995 – Galerie M, Luzern, Švýcarsko
- 1995 – Galerie ART CLUB, Týn nad Vltavou (společně s Otem Sukupem)
- 1997 – Městská galerie ART CLUB (společně s Janem Kanyzou)
- 1997 – Helen Warren de Golver Triennial Exhibition and Award for American Bookbinding – Bridwel Library, (výstava a přednáška),Texas, USA
- 1998 – Galerie M, Luzern, Švýcarsko
- 1999 – Galerie, Milevsko
- 2000 – Galerie sv. Marka, Soběslav
- 2003 – Městská galerie ART CLUB Týn nad Vltavou (výstava k autorovým 60. narozeninám)
- 2004 – Nová výstavní síň, Chrudim
- 2004 – Galerie Radosť, Kladno
- 2004 – Galerie Knížecí dvůr, Hluboká nad Vltavou
- 2005 – Galerie v zahradě, Kolín
- 2005 – Kapsch Telecom, spol. s.r.o., Praha
- 2005 – Český rozhlas U Tří lvů, České Budějovice
- 2006 – Divadlo Oskara Nedbala, Tábor
- 2006 – Galerie Dolní brána, Prachatice
- 2006 – Městské muzeum, Kamenice nad Lipou
- 2006 – Hotel PUPP, Karlovy Vary
- 2006 – Galerie WOLF, Lüebenau, Rakousko
- 2006 – Divadlo Oskara Nedbala, Tábor
- 2008 – Městská galerie U Zlatého slunce, Týn nad Vltavou (výstava k autorovým 65. narozeninám)
- 2009 – Lira, Český Krumlov
- 2010 – Galerie Nová síň, Praha
- 2010 – Galerie Epicure, Praha
- 2012 – Městská galerie U Zlatého slunce, Týn nad Vltavou 2013 – Slovácké muzeum Uherské Hradiště
- 2013 – Galerie v kostele sv. Marka, Soběslav
- 2014 – Galerie Malšice
- 2014 – Galerie Vídeň
- 2015 – Galerie Mánes Praha
- 2018 – Orchard Gallery Ostrava
- 2019 – Orchard Gallery Ostrava
- 2019 – Galerie Mánes Praha

#### Kolektivní
- 1966 – Prostějovský program, Prostějov
- 1974 – Jihočeští výtvarníci k 30. výročí osvobození Československa, Dielo ČFVU České Budějovice
- 1974 – Jihočeští výtvarníci k 30. výročí osvobození Československa, Československý spisovatel, Praha 1975 – Umění knižní vazby, Třebíč
- 1975 – Výtvarní umělci k 30. výročí osvobození Československa, Praha
- 1977 – Umělecká knižní vazba: Z tvorby představitelů dvou generací českého uměleckého knihářstva, Jihočeské muzeum České Budějovice
- 1977 – Užité umění, Sofia, Bulharsko
- 1977 – Mezinárodní výstava knižní tvorby, Ascona, Švýcarsko
- 1977 – Trienále umělecké knižní vazby, Karlovy Vary 1978 – Jihočeští výtvarníci k slavným výročím, Dům umění, České Budějovice
- 1980 – Výtvarní umělci k 35. výročí osvobození Československa, Praha
- 1980 – Das Handwerk des Buchbindes in der Vergangenheit und Gegenwart, Vídeň, Rakousko 1981 – Odborová výstava užité grafiky, Galerie Jaroslava Fragnera, Praha
- 1981 – Trienále umělecké knižní vazby, Brno
- 1982 – Nejkrásnější knihy roku, Praha
- 1983 – Muzeum, Gödöle, Maďarsko
- 1983 – Triennle Internationale de la Relivre, Lausanne, Švýcarsko
- 1985 – Vyznání životu a míru, Praha
- 1985 – 3. Prix Paul Bonet, Ascona, Švýcarsko
- 1989 – Concours de reliurer décorées, Paríž, Francie 1990 – Současná česká kniha, Galerie Mánes, Praha
- 1991 – Mezinárodní výstava knižní vazby, Toulouse, Francie
- 1991 – Galerie K, České Budějovice
- 1992 – 7. trienále umělecké knižní vazby, Praha, Památník národního písemnictví
- 1993 – Výstava členů Jednoty výtvarných umělců, Galerie Kladno
- 1995 – 2. aukční salón výtvarníků, konto Bariéry, Karolinum, Praha
- 1995 - Vltavotýnské výtvarné dvorky 1995, 22 českých grafiků, ART CLUB Týn nad Vltavou
- 1995 – I. Trienále knižního umění, Martin, Slovensko
- 1996 – Vltavotýnské výtvarné dvorky 1996, Městská galerie ART CLUB Týn nad Vltavou
- 1996 – Galerie M, Luzern, Švýcarsko
- 1996 – Obrazy, knihy, grafika, plastika, Vídeň, Rakousko (společně s J.Kryštůfkem)
- 1997 – Vltavotýnské výtvarné dvorky 1997, Městská galerie ART CLUB Týn nad Vltavou
- 1997 – Intersalón 97, Dům kultury Metropol, České Budějovice
- 1997 - Prix de L ́union Européenne de la Relivre d ́ART, SaintJeandeLuz
- 1997 – Galerie Zámeček, Příbram
- 1998 – Díla českých výtvarných umělců darované Karlově Univerzite k 650. výročí její založení
- 1998 – Vltavotýnské výtvarné dvorky 1998, Městská galerie ART CLUB Týn nad Vltavou
- 1998 – Intersalon AJV 98, Dom kultúry Metropol, České Budějovice
- 1998 – 4. aukční salón výtvarníků, konto Bariéry, Karolinum, Praha
- 1998 – Mezinárodní malířský plenér, Loket
- 1999 – Pocta Jindřichu Svobodovi,Praha
- 1999 – Pocta Jindřichu Svobodovi, Loket nad Ohří
- 1999 – Pocta Jindřichu Svobodovi, Brno
- 1999 – Grafika roku 1998 – 1999, Staroměstská radnice, Praha
- 1999 – Výstava členů Jednoty výtvarných umělců,Galerie Kladno
- 1999 – Členská výstava spolku českých knihařů, Loket nad Ohří
- 1999 – Galerie im Verwaltungsgericht, Wiesbaden, Německo
- 1999 – Salón úžitého umění, Výstaviště, Praha
- 2000 – Intersalon AJV 2000, Metropol, České Budějovice 2000 – Salón českých a moravských malířů a sochařů, Výstaviště, Litoměřice
- 2000 – Vltavotýnské výtvarné dvorky 2000, Městská galerie ART CLUB Týn nad Vltavou
- 2000 – 5. aukční salón výtvarníků, konto Bariéry, Karolinum, Praha
- 2000 – Mezinárodní výstava knižní vazby, Plzeň
- 2000 – Členská výstava členů Jednoty výtvarných umělců, Nová síň, Praha
- 2000 – Výstava knižní vazby, Galerie U Sobotů, Loket nad Ohří
- 2001 – Vltavotýnské výtvarné dvorky 2001, Městská galerie ART CLUB Týn nad Vltavou
- 2001 – Intersalon AJV 2001, Dům kultury Metropol, České Budějovice
- 2002 – Filmové klapky, Minisalón, Česká galerie, Praha 2002 – Filmové klapky, Minisalón, Galerie Viva, Zlín
- 2002 – Filmové klapky, Minisalón, Akademie centrum, Zlín
- 2002 – Vltavotýnské výtvarné dvorky 2002, Městská galerie ART CLUB Týn nad Vltavou
- 2002 – Intersalon AJV 2002, Dům kultury Metropol, České Budějovice
- 2003 – Vltavotýnské výtvarné dvorky 2003, Městská galerie ART CLUB Týn nad Vltavou
- 2003 - Intersalon AJV 2003, Dům kultury Metropol, České Budějovice
- 2003 – Rodina Hodných, Kulturní klub, Prostějov
- 2004 – Vltavotýnské výtvarné dvorky 2004, Městská galerie ART CLUB Týn nad Vltavou
- 2004 – 7. aukční salón výtvarníků, konto Bariéry, Karolinum, Praha
- 2004 – Nová výstavní síň, Chrudim
- 2005 – Vltavotýnské výtvarné dvorky 2005, Městská galerie ART CLUB Týn nad Vltavou
- 2005 – Intersalon AJV 2005, Jihočeské muzeum, České Budějovice
- 2005 – Povedené obrazy, Městský úřad Planá nad Lužnicí 2005 – Originální vánoční dárek, Městská galerie ART CLUB Týn nad Vltavou
- 2005 – IX. Mezinárodní plenér Loket 2005
- 2006 – Vltavotýnské výtvarné dvorky 2006, Městská galerie ART CLUB Týn nad Vltavou
- 2006 - Intersalon AJV 2006, Jihočeské muzeum, České Budějovice
- 2006 – X. Mezinárodní plenér, Loket 2006
- 2006 – 15. Mezinárodní výtvarný plenér, Horná Blatná 2006 – 15. Mezinárodní výtvarný plenér, Schirding, Německo
- 2006 – 15. Mezinárodní výtvarný plenér, Muzeum Zlatý klíč, Karlovy Vary
- 2007 – Vltavotýnské výtvarné dvorky 2007, Městská galerie ART CLUB Týn nad Vltavou
- 2007 – XI. Plenér, Loket nad Ohří
- 2007 – Galerie Mariet, Piešťany, Slovensko
- 2007 – Art sympózium 2007, Všeradice
- 2007 – 16. Mezinárodní výtvarný workshop Milíře 2007 2007 – Divadlo Bolka Polívky, Brno
- 2007 – Mezinárodní malířské a sochařské sympózium Špania Dolina
- 2007 – ART FOKOS EUROPA International Contemporary, Giechborg Bambers
- 2008 – Výtvarný plenér, Horná Blatná
- 2008 – Art sympózium 2008, Všeradice
- 2008 – Malířské a sochařské sympózium, MsKS Michalovce, Slovensko
- 2008 – Vltavotýnské výtvarné dvorky 2008, Městská galerie U Zlatého slunce Týn nad Vltavou
- 2008 – Kolektivní výstava obrazů, dřevořezby a keramiky, Kulturní dům Včelná
- 2008 – 9. aukční salón vytvarníků, konto Bariéry, Karolinum, Praha
- 2008 – Mezinárodní výtvarné sympózium Držková 2008 2008 – Mezinárodní malířské a sochařské sympózium, Michalovce, Slovensko
- 2008 – Mezinárodní malířský plenér, Ukrajina
- 2008 - Künstler aus 6 Lädern, Ausstellungshalle des Vereins Kunst im Hafe, Düsseoldrf, Německo
- 2008 – Muzeum knihy, Loket
- 2008 – Výtvarný plenér, Horná Blatná
- 2009 – Vltavotýnské výtvarné dvorky 2009, Městská galerie U Zlatého slunce Týn nad Vltavou
- 2009 – Spotkania Artystyczne, Sosnowiec, Poľsko
- 2009 – Plenér Loket nad Ohří 2009
- 2009 – Mezinárodní malířský plenér, Rachovo, Ukrajina 2009 – Českoněmecký výtvarný týden, Schöneck, Německo
- 2009 – Designer Bookbinders International Competition 2009 – Art sympózium Všeradice
- 2010 – Mezinárodní výtvarné sympózium, Držková
- 2010 – Ateliér Hodný (Ladislav Hodný, Ladislav Hodný, ml., Lukáš Hodný) Nová síň, Praha
- 2010 – Vltavotýnské výtvarné dvorky 2010, Městská galerie U Zlatého slunce Týn nad Vltavou
- 2010 – 10. aukční salón výtvarníků, konto Bariéry, Karolinum, Praha
- 2010 – Mezinárodní konference „Erdeli čtení“, Užgorod, Ukrajina
- 2010 – Mezinárodní malířský plenér, Zemplínska Šírava, Michalovce, Slovensko
- 2010 – Mezinárodní výtvarné sympózium, Držková
- 2010 – Mezinárodní malířské sympózium, Hluboká nad Vltavou
- 2011 – Interart KüSchi“ Künstlertreffen dewr EUREGIO(N), Künstlerhaus Schirnding
- 2011 – Mezinárodní malířský a sochařský plenér, Špania Dolina, Slovensko
- 2011 – Vltavotýnské výtvarné dvorky 2011, Městská galerie U Zlatého slunce Týn nad Vltavou
- 2011 – 3. ročník Mezinárodního sympózia, Terchovská paleta, Terchová, Slovensko
- 2011 – Vila Rustika, Bratislava, Slovensko
- 2012 – Ateliér Hodný (Ladislav Hodný, Ladislav Hodný, ml., Lukáš Hodný), Městská galerie U Zlatého slunce Týn nad Vltavou
- 2012 – Vltavotýnské výtvarné dvorky 2012, Městská galerie U Zlatého slunce Týn nad Vltavou
- 2013 – Vltavotýnské výtvarné dvorky 2013, Městská galerie U Zlatého slunce Týn nad Vltavou
- 2014 – Vltavotýnské výtvarné dvorky 2014, Městská galerie U Zlatého slunce Týn nad Vltavou
- 2014 – 4. Mezinárodní malířské a sochařské sympózium, Belušské Slatiny
- 2015 – Jednota výtvarných umělců 2015 – Současná tvorba – Galerie Nová síň, Praha
- 2015 – Mezinárodní umělecké sympózium, Lehnice 2015
- 2015 – Vltavotýnské výtvarné dvorky 2015 – XXI. ročník, Městská galerie U Zlatého slunce Týn nad Vltavou